# Tryoniopsis granulata
Tryoniopsis granulata là một loài bọ cánh cứng trong họ Dermestidae. Loài này được Dunstan miêu tả khoa học năm 1923.